# Nathan Rutjes
Nathan Rutjes (Rotterdam, 1 december 1983) is een Nederlands voormalig profvoetballer die doorgaans als middenvelder speelde. Hij kwam van 2005 tot en met 2018 uit voor achtereenvolgens Sparta, MVV en Roda JC Kerkrade. Tegenwoordig is hij vooral bekend als mediapersoonlijkheid. Begin 2023 bracht hij zijn eigen kinderboek uit.

## Voetbalcarrière

### Spelerscarrière
Rutjes begon met voetballen bij de Rotterdamse amateurclub CVV in Charlois. Daarna vertrok hij naar Alexandria '66. Hij werd, samen met medespeler Jeffrey Rijsdijk, opgemerkt door de scouts van Sparta Rotterdam, waar hij zich op 22-jarige leeftijd aansloot bij de selectie. Hij maakte op 18 januari 2006 als invaller zijn debuut in de hoofdmacht van Sparta, thuis tegen N.E.C.. Zijn debuut in de basis volgde op 25 november 2007, thuis tegen FC Twente (1–1).
In juni 2012 tekende hij een meerjarig contract bij MVV Maastricht. In de zomerstop van 2014 maakte Rutjes samen met toenmalig MVV-ploeggenoot Tom Van Hyfte de overstap naar Roda JC Kerkrade.
Daarnaast werd Rutjes actief als trainer. In 2013 behaalde hij het trainersdiploma UEFA B, Trainer-Coach II. De KNVB beloonde hem in 2016 voor zijn sportiviteit en respect. Als blijk van waardering ontving hij het Coachingspakket van de KNVB. Hierin zit een persoonlijk plan van aanpak om zich verder te ontwikkelen als trainer.
In 2016 kreeg Rutjes de titel 'Maatschappelijk Speler van de Eredivisie'. Uit handen van de Vriendenloterij ontving hij voor deze uitverkiezing een cheque van 50.000 euro. Het geld mocht hij verdelen over goede doelen.
In augustus 2018 stopte hij met profvoetbal en ging werken voor Stichting Midden in de Maatschappij bij de jeugdopleiding van Roda JC Kerkrade.
In september 2018 werd bekendgemaakt dat Rutjes zijn voetballoopbaan op amateurbasis zou vervolgen bij Hoofdklasser RKSV Groene Ster.

### Trainerscarrière
Op 8 april 2019 werd bekend dat Rutjes terugkeerde bij Sparta Rotterdam, alwaar hij voor twee seizoenen jeugdtrainer werd.

## Clubstatistieken
| Seizoen | Club             | Competitie     | Duels | Doelpunten |
| ------- | ---------------- | -------------- | ----- | ---------- |
| 2005/06 | Sparta Rotterdam | Eredivisie     | 1     | 0          |
| 2006/07 | Sparta Rotterdam | Eredivisie     | 1     | 0          |
| 2007/08 | Sparta Rotterdam | Eredivisie     | 17    | 1          |
| 2008/09 | Sparta Rotterdam | Eredivisie     | 15    | 0          |
| 2009/10 | Sparta Rotterdam | Eredivisie     | 21    | 0          |
| 2010/11 | Sparta Rotterdam | Eerste divisie | 21    | 1          |
| 2011/12 | Sparta Rotterdam | Eerste divisie | 15    | 0          |
| 2012/13 | MVV Maastricht   | Eerste divisie | 26    | 1          |
| 2013/14 | MVV Maastricht   | Eerste divisie | 28    | 1          |
| 2014/15 | Roda JC Kerkrade | Eerste divisie | 26    | 1          |
| 2015/16 | Roda JC Kerkrade | Eredivisie     | 15    | 0          |
| 2016/17 | Roda JC Kerkrade | Eredivisie     | 5     | 0          |
| 2017/18 | Roda JC Kerkrade | Eredivisie     | 4     | 0          |
| Totaal  | Totaal           |                | 195   | 5          |

## Televisiecarrière
Rutjes is als mediapersoonlijkheid regelmatig te gast of deelnemer in televisieprogramma's.
| Jaar | Titel          | Omroep/Zender | Opmerkingen          |
| ---- | -------------- | ------------- | -------------------- |
| 2020 | Wie is de Mol? | AVROTROS      | Verliezend finalist. |
| 2023 | De Verraders   | RTL 4         | Kandidaat            |

## Trivia
- Rutjes heeft met name bekendheid verworven vanwege zijn opvallende positieve, sportieve houding bij interviews.[2][3]
- Rutjes' zoontje Lavezzi Rutjes presenteert vanaf 2020 voor Zapp het programma Mollenstreken, waarin hij een nabeschouwing op Wie is de Mol? geeft. Met deze nabeschouwing won hij in 2021 de Zapp Award voor het beste jeugdprogramma en was hij in dat jaar genomineerd voor de Televizier-Ster Jeugd.